# Atrosalarias hosokawai
Atrosalarias hosokawai är en fiskart som beskrevs av Suzuki och Senou, 1999. Atrosalarias hosokawai ingår i släktet Atrosalarias och familjen Blenniidae. Inga underarter finns listade.